# Corey Yuen
Corey Yuen Kwai (chiń. 元奎, pinyin: Yuán Kuí; ur. 15 lutego 1951 w Hongkongu, zm. 2022) – hongkoński aktor, kaskader, reżyser, producent i choreograf filmów akcji.
Uczęszczał do China Drama Academy w Koulun. W Hongkongu pracował przy kilku filmach, w tym Wściekłe pięści (1972) z udziałem Bruce’a Lee. Yuen zyskał sławę w kinie amerykańskim, pracując jako reżyser akcji przy komedii kryminalnej Zabójcza broń 4 (1998), fantastycznonaukowym filmie akcji X-Men (2000) i przygodowym filmie sensacyjnym Sylvestra Stallone Niezniszczalni (2010), a także pięciu anglojęzycznych dziełach Jeta Li: Romeo musi umrzeć (2000), Pocałunek smoka (2001), Tylko jeden (2001), Od kołyski aż po grób (2003) i Zabójca (2007). Był także reżyserem filmów sensacyjnych – Zabójcze trio (2002) i Transporter (2002), gdzie także pełnił funkcję choreografa walk Jasona Stathama.
Zmarł w 2022 w wyniku zakażenia COVID-19 w wieku 71 lat.

## Filmografia
- DOA: Dead or Alive
- Transporter
- Zabójcze trio
- Enter the Eagles
- Hero
- Jet Li's The Enforcer
- High Risk
- The New Legend of Shaolin
- Bodyguard from Beijing
- Fong Sai Yuk
- Saviour of the Soul
- Top Bet
- All for the Winner
- She Shoots Straight
- Wieczne smoki
- Righting Wrongs
- Yes, Madam
- Hell's Wind Staff
- Dance of the Drunk Mantis
- Król smoków
- Heroina
- Tang ran ke
- He qi dao